# 澳大利亞—英國關係
澳大利亞和英國同為英聯邦的屬土，兩者之間存在著歷史、文化、制度和語言關係、廣泛的民間聯繫、一致的安全利益、體育賽事（尤其是灰燼杯）以及重要的貿易和投資合作。

## 歷史
1770年，英國皇家海軍軍官詹姆斯·庫克發現澳大利亞，並將之宣稱為英國領土。17年後，隨著英國於1783年失去了美國的殖民地，英國政府把它的第一艦隊 (大不列顛王國)派遣到新南威爾士州建立流放地。第一個營地於1788年1月26日在悉尼灣建立，英國國旗隨之升起。新南威爾士州於1788年2月7日正式成為英國的皇家殖民地。其餘5個地區，包括塔斯馬尼亞州、南澳大利亞州、維多利亞州和昆士蘭州，亦於往後數十年陸續成為皇家殖民地。1901年，6個殖民地組成聯邦成為澳洲聯邦。
澳大利亞在第一次世界大戰期間與英國及其盟友並肩作戰，尤其在加里波利及西戰線。澳大利亞與英國在第二次世界大戰亦站在同一陣線，其參與集中於保衛英國在太平洋的殖民地。
直到1949年兩者都使用同一套《英國國籍法》。隨著《1986年澳大利亞法案》的通過，英國和澳大利亞之間的憲法關係最終於1986年結束。
2021年12月16日，英国与澳大利亚签署自由贸易协定，協定於2022年生效。

## 民意調查
據2020年YouGov調查，79%的英國人對澳大利亞感覺正面，排名第三，在加拿大和紐西蘭之後。同年，澳大利亞洛伊國際政策研究所亦做了同類型的研究，英國在澳大利亞人眼中為第二正面國家，排名在加拿大之後。